# Georges Liccioni
Georges Liccioni est un ténor français d'origine corse né à Marseille le 10 février 1932 et mort à Angers le 3 mars 2013. Il a fait ses débuts à l'opéra de sa ville natale après avoir remporté le concours des « Voix d'Or » en 1957. Il rejoindra ensuite la troupe de l'Opéra de Paris aux côtés de Régine Crespin, Gabriel Bacquier, Mady Mesplé, Christiane Eda-Pierre…
L'Opéra de Marseille lui a rendu hommage en 2011, deux ans avant sa mort en 2013.

## Biographie

### Débuts
Georges Liccioni, né en 1932, a commencé sa carrière en 1957, année où il remporte le premier prix au concours des "Voix d'or" et intègre la troupe de l'Opéra de Marseille. Il fait ses débuts sur scène à Avignon dans le rôle de Vincent, de l'opéra Mireille de Gounod puis sur la scène du Capitole de Toulouse dans le rôle de Des Grieux de l'opéra Manon de Jules Massenet.  

### Opéra de Paris et carrière internationale
En 1963, il entre dans la troupe de l'Opéra de Paris rejoignant le fleuron du chant français à l’époque des Crespin, Chauvet, Bacquier, Mesplé ou Eda-Pierre... Il y reste jusqu'à sa dissolution en 1975 mais continue de chanter à Garnier et à l’Opéra Comique jusqu’en 1990. 
En septembre 1963, il y interprète le rôle du Duc de Mantoue, dans Rigoletto de Verdi et la revue Opéra (sept-octobre 1963) s'en fait écho de manière élogieuse lui promettant un brillant avenir : « Vendredi 13 septembre on joue Rigoletto à l’Opéra. Une soirée à marquer d’une croix blanche. Les débuts de Georges Liccioni, un jeune ténor de 30 ans et déjà un grand ténor."
Il y restera plus de dix ans, chantant 31 premiers rôles de ténor, et entamera une carrière européenne dans les plus grands théâtres de France, Belgique, Suisse, Allemagne, Autriche, Pologne et Bulgarie... portant très haut notamment l’art du chant français. 
Il sera invité au Canada, aux États-Unis et en Amérique du Sud. Au total, Il a joué plus de 60 rôles de premier ténor.

En 1995, le Guide de l'Opéra, ouvrage de référence, qualifie Georges Liccioni  de "meilleur ténor lirico-dramatique de sa génération (...) réputé pour sa parfaite diction française (on le nomma "le nouveau Thill") et sa communication immédiate."

### Grands rôles
À l’Opéra de Paris, il incarne Edgardo dans Lucia di Lammermoor, auprès de Christiane Eda-Pierre, Mario dans Tosca de Puccini auprès de sa grande amie Christiane Castelli, Mylio dans Le Roi d'Ys ou le Chevalier de la Force dans Dialogues des carmélites, dont il assura la grande reprise en 1972, dans la mise en scène de Raymond Rouleau et sous la direction de Georges Prêtre... Il sera également Alfredo de La traviata ou le Duc de Rigoletto et un formidable Don Carlos auprès des vedettes Boris Christoff ou Nicolas Ghiaourov…ou encore Faust de Gounod
À l’Opéra-Comique, il est le grand Roméo de sa génération selon la critique unanime, Don José dans Carmen, Rodolphe dans La Bohème, Gérald dans Lakmé, Vincent dans Mireille, Hoffmann ou Des Grieux dans Manon (qu’il chante plus de 300 fois)…
Sur les scènes étrangères, il chante le Prince Calaf de Turandot et le Des Grieux de la Manon Lescaut de Puccini à l’Opéra royal de Liège. Il est le partenaire de Gwineth Jones dans Madame Butterfly au Grand Théâtre de Genève. Il chante notamment dans Manon à l’Opéra de Vienne et la Louise de Gustave Charpentier à New York et à Boston.
Il connait plusieurs moments forts dans sa carrière, notamment son rôle dans Lucrezia Borgia de Donizetti à Marseille avec Montserrat Caballé, José van Dam et Jane Berbié, La Chartreuse de Parme d’Henri Sauguet à Grenoble à l’occasion des JO de 1968, la création française de Lulu de Berg (version inachevée) en 1965 à Marseille, la création française de La fanciulla del West de Puccini à l’Opéra Comique en 1969 et le Carmen mis en scène par J. Lavelli en 1978.

### Enseignement
À partir de 1980 Georges Liccioni créé sa propre école d’art lyrique, le CREA, à Angers, et enseigne au Conservatoire de Bordeaux de 1982 à 1992. Il fonde avec Loig Ruellan, l’Atelier lyrique régional qui permettra à de jeunes élèves, comme à de moins jeunes, de se produire dans des spectacles de qualité, en récital ou dans des grandes scènes d’opéra avec orchestre, grâce à la complicité de Jenö Rehak, le Directeur du Conservatoire de Nantes et de son orchestre de jeunes pour Chateaubriant… Plusieurs de ces élèves sont devenus aujourd’hui des professionnels du chant. Cette expérience saluée par le Ministère de la Culture et le Conseil Régional des Pays de la Loire, perdurera jusqu’en 1999.

### Concours international de chant Georges Liccioni
En tant que pédagogue, Georges Liccioni tenait particulièrement à « aider et soutenir les jeunes professionnels de l’Art lyrique », c'est ainsi qu'est né le Concours international de chant Georges Liccioni dédié à sa mémoire.  Son ambition est de fédérer toutes les compétences musicales, vocales et universitaires autour du répertoire lyrique de langue française et de partager ce patrimoine, aussi bien en France qu’à l’étranger, autant auprès des étudiants ou artistes professionnels, que des publics mélomanes ou non-initiés. Organisé tous les deux ans depuis 2016, sa prochaine édition est prévue pour 2024.